# Rue Scipion
La rue Scipion est une voie située dans le quartier du Jardin-des-Plantes du 5e arrondissement de Paris.

## Situation et accès
La rue Scipion est desservie par la station de métro de la ligne 7 Les Gobelins.

## Origine du nom
Elle porte le nom du financier italien, Scipion Sardini (1526-1609), qui possédait, entre 1565 et 1609, un hôtel particulier dans la rue.

## Historique

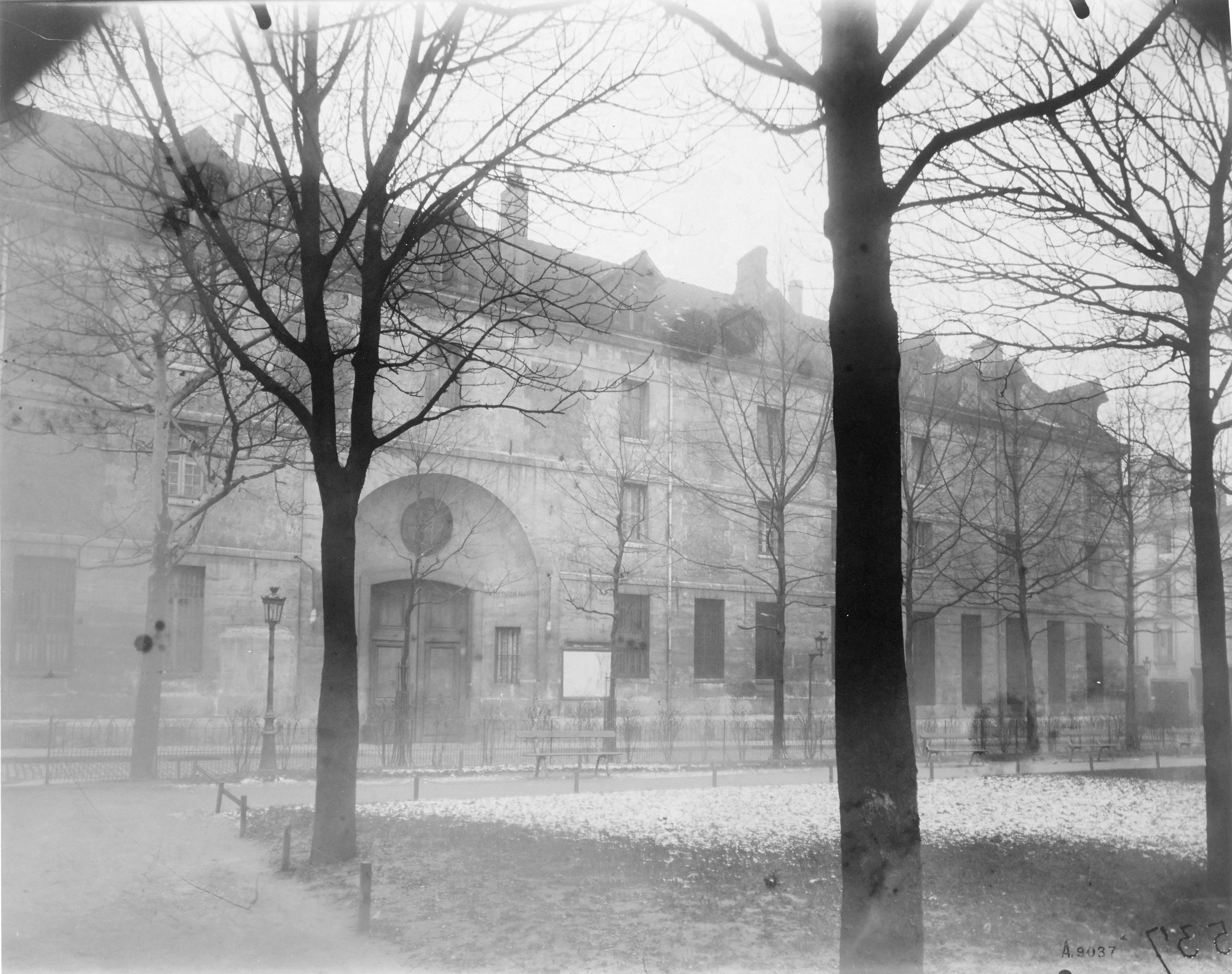
La rue et l'hôtel Scipion en 1924. Photo Eugène Atget.

La première portion de la rue date de 1540 et s'appelait « rue de la Barre » en raison de la présence de la barrière d'accès qui avait été établie près de la rue des Francs-Bourgeois-Saint-Marcel.
En 1806, elle prend définitivement son nom actuel qu'elle portait concurremment avec celui de « rue de la Barre ».

## Bâtiments remarquables et lieux de mémoire
- Le square Théodore-Monod (ex-Scipion), à l'angle de la rue du Fer-à-Moulin.
- L'hôtel Scipion au no 13, datant du XVIe siècle et inscrit aux monuments historiques depuis 1899[3]. Par la suite, cet hôtel fut successivement un hospice de vieillards (1622), une maison d'accouchement (1656) de l'Hôpital-Général puis la boulangerie des Hôpitaux de Paris[2] transformée en musée (1974), et enfin en administration des hôpitaux (1983).

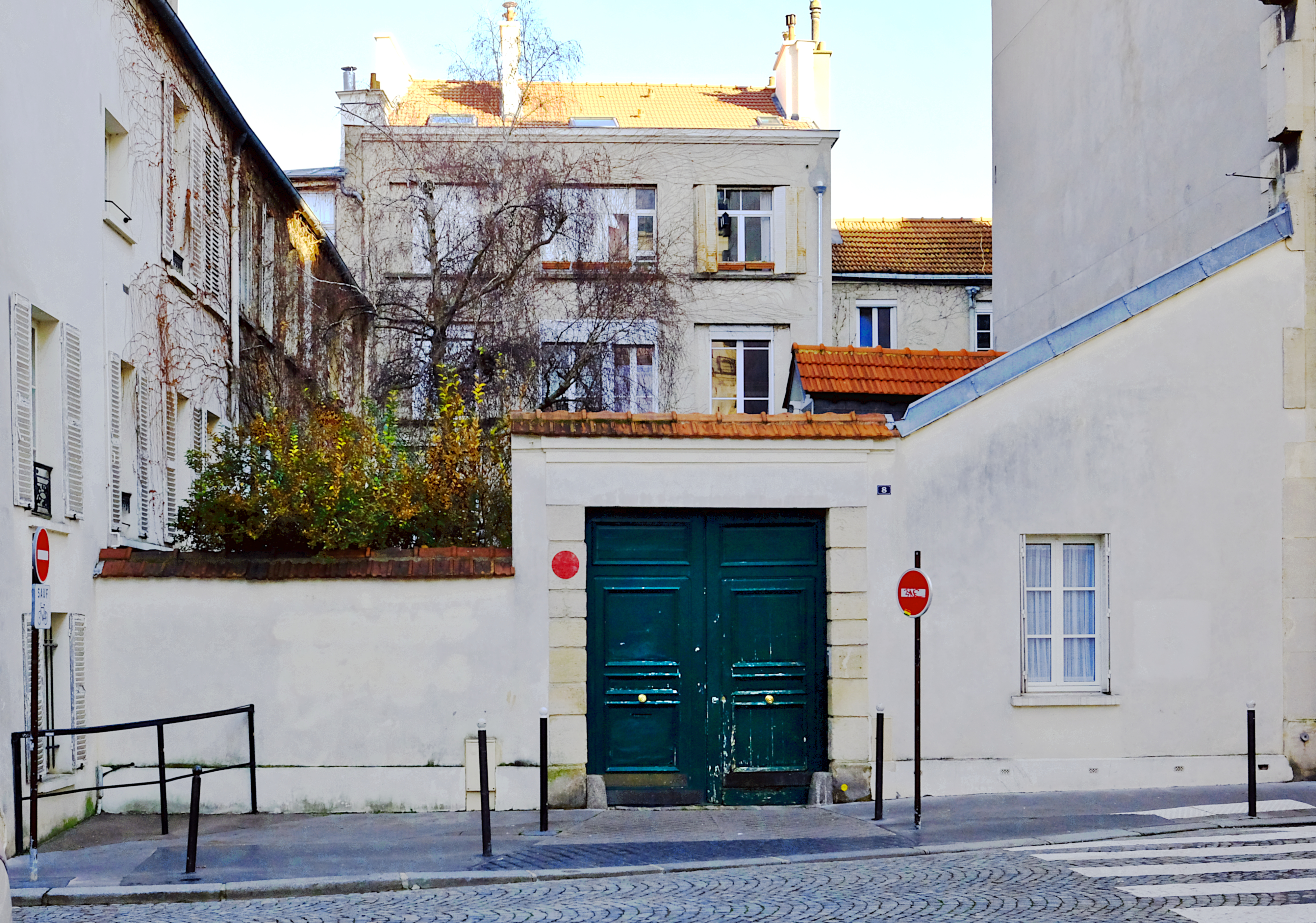
Numéro 8.
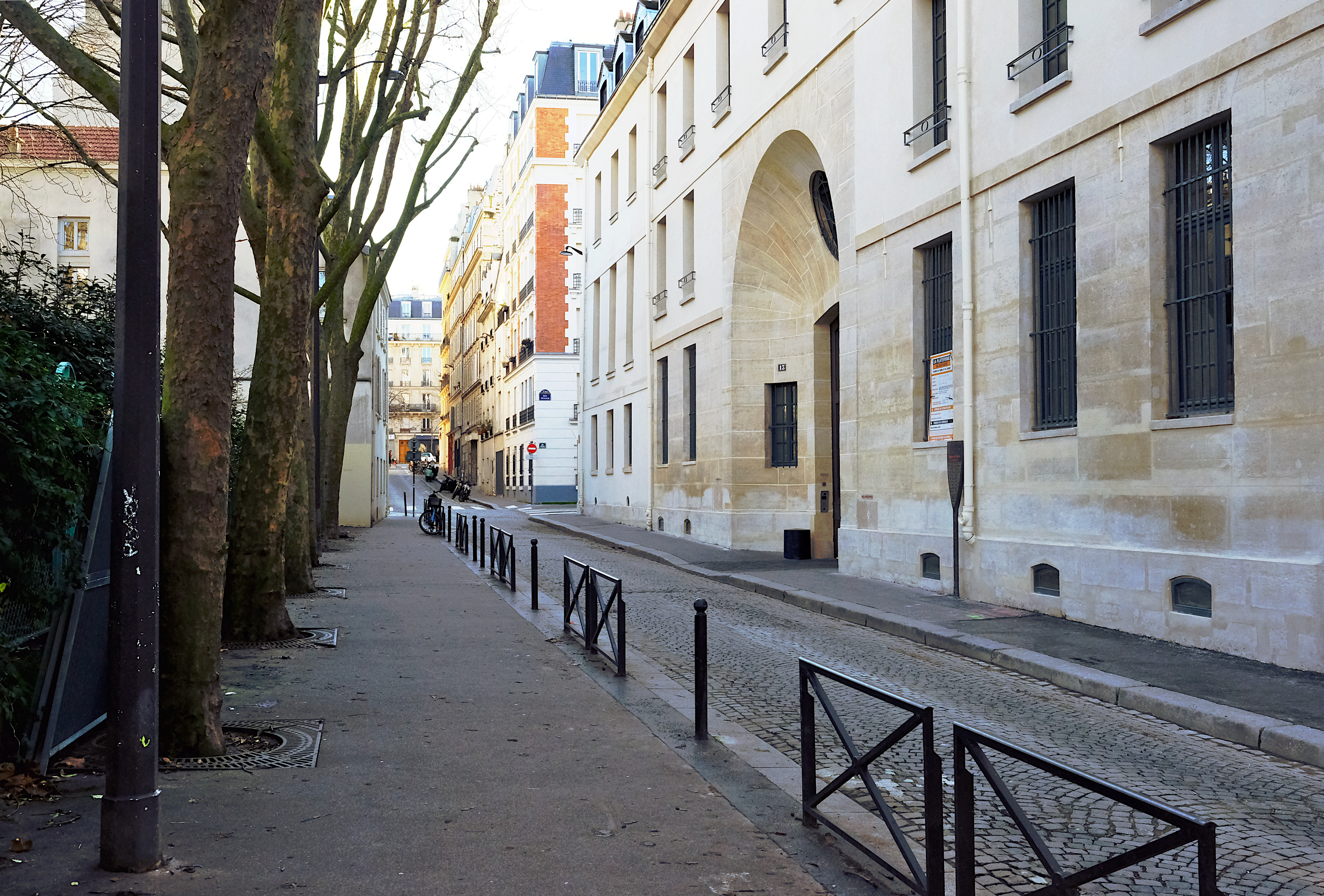
La rue Scipion avec le numéro 13 à droite (grand porche) et le square Théodore-Monod à gauche.